# لوثر راسيل
لوثر راسيل (بالإنجليزية: Luther Russell)‏ هو مغن مؤلف أمريكي، ولد في 30 نوفمبر 1970.

## وصلات خارجية
- لوثر راسيل على موقع ميوزك برينز (الإنجليزية)
- لوثر راسيل على موقع أول ميوزيك (الإنجليزية)
- لوثر راسيل على موقع ديسكوغز (الإنجليزية)